# Jaakko Kuorikoski
Pour les articles homonymes, voir Kuorikoski.

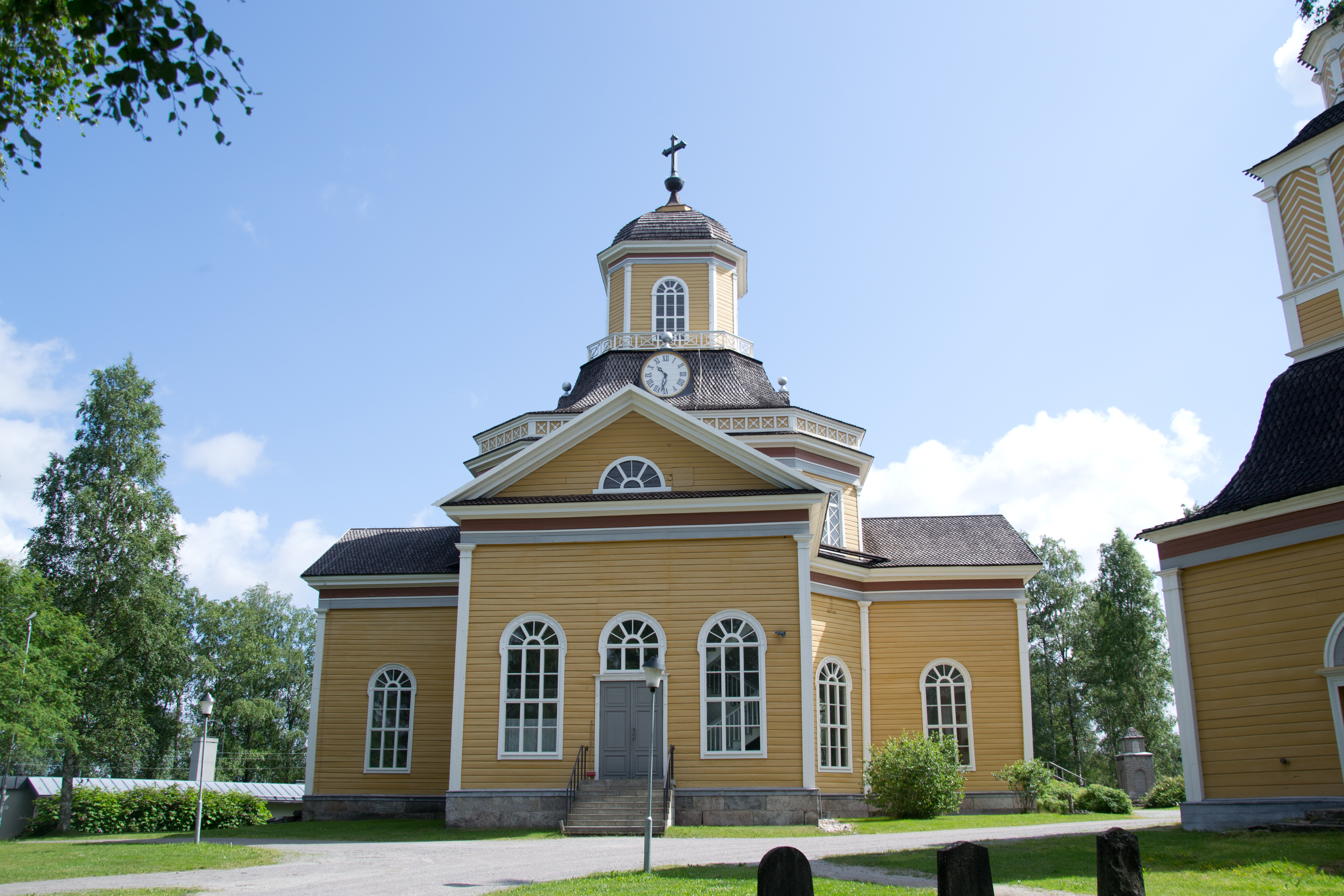
L'église de Kaustinen.

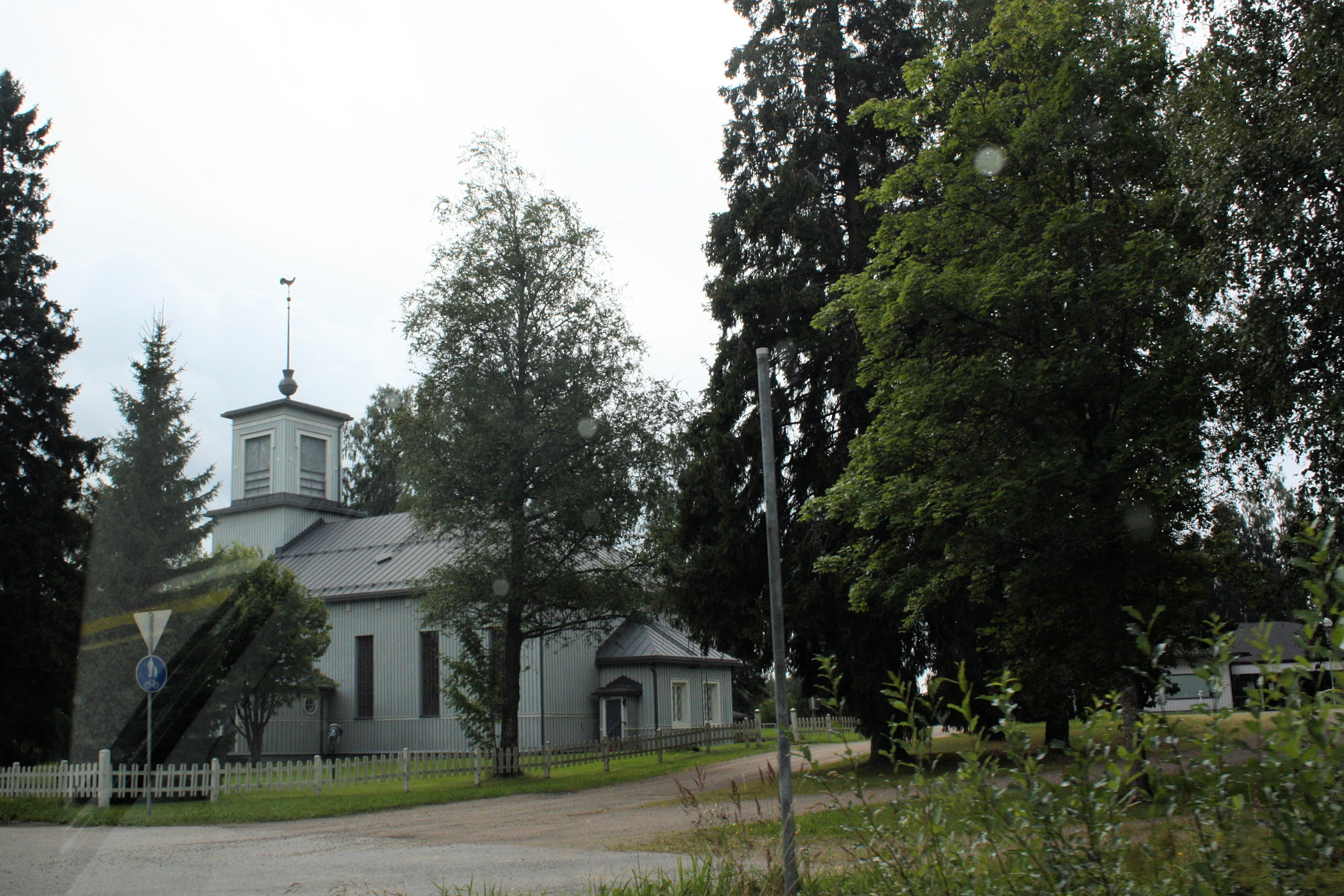
L'église de Pylkönmäki.

Jaakko Heikinpoika Kuorikoski (né le 20 août 1807 à Kaustinen et mort le 26 décembre 1880 à Kaustinen), est un agriculteur et bâtisseur d’églises finlandais.
Durant sa carrière de 55 années, il a construit et réparé plus de 30 églises et clochers. Il a réalisé aussi plusieurs retables et chaires pour les églises qu'il a construites.

## Églises
- 1826, Église de Halsua
- 1836, Église de Alajärvi
- 1840, Église de Lappajärvi (restauration)
- 1842, Église de Kärsämäki
- 1843, Église de Maaninka
- 1845, Église de Jämsä  (restauration)
- 1849, Église de Saarijärvi
- 1852, Église d'Ylistaro
- 1853, Église de Karstula
- 1859, Église de Kaustinen
- 1860, Église de Pylkönmäki
- 1861, Église de Toholampi
- 1866, Église de Konginkangas
- 1874, Église de Kivijärvi
- 1876, Église de Virtasalmi
- 1879, Ancienne église de Petäjävesi
- Église de Siikajoki
- Église de Vimpeli (restauration)

## Clochers
- 1840, Église d'Hyrynsalmi
- 1840, Église de Ristijärvi
- 1843, Église de Pulkkila
- 1845, Église de Kivijärvi
- 1855, Église de Kortejärvi
- 1857, Église de Jämsä
- 1859, Église de Veteli